# Sydafrikas Grand Prix 1985
Sydafrikas Grand Prix 1985 var det femtonde av 16 lopp ingående i formel 1-VM 1985.

## Resultat
1. Nigel Mansell, Williams-Honda, 9
2. Keke Rosberg, Williams-Honda, 6
3. Alain Prost, McLaren-TAG, 4
4. Stefan "Lill-Lövis" Johansson, Ferrari, 3
5. Gerhard Berger, Arrows-BMW, 2
6. Thierry Boutsen, Arrows-BMW, 1
7. Martin Brundle, Tyrrell-Renault

### Förare som bröt loppet
- Elio de Angelis, Lotus-Renault (varv 52, motor)
- Pierluigi Martini, Minardi-Motori Moderni (45, kylare)
- Niki Lauda, McLaren-TAG (37, turbo)
- Philippe Streiff, Tyrrell-Renault (16, olycka)
- Ayrton Senna, Lotus-Renault (8, motor)
- Michele Alboreto, Ferrari (8, turbo)
- Nelson Piquet, Brabham-BMW (6, motor)
- Piercarlo Ghinzani, Toleman-Hart (4, motor)
- Teo Fabi, Toleman-Hart (3, motor)
- Marc Surer, Brabham-BMW (3, motor)
- Huub Rothengatter, Osella-Alfa Romeo (1, elsystem)
- Riccardo Patrese, Alfa Romeo (0, olycka)
- Eddie Cheever, Alfa Romeo (0, olycka)

### Förare som ej startade
- Alan Jones, Team Haas (Lola-Hart) (illamående)